# Neiker Abello
Neiker Jesús Abello Sánchez (* 30. März 2000 in Maracaibo, Venezuela) ist ein kolumbianischer Leichtathlet, der in allen Sprinzdistanzen an den Start geht. 2025 wurde er Hallensüdamerikameister im 60-Meter-Lauf sowie in Südamerikameister in der 4-mal-100-Meter-Staffel. Sein jüngerer Bruder Néider Abello ist ebenfalls als Leichtathlet aktiv.

## Sportliche Laufbahn
Erste internationale Erfahrungen sammelte Neiker Abello im Jahr 2019, als er bei den U20-Südamerikameisterschaften in Cali in 21,77 s den fünften Platz im 200-Meter-Lauf belegte und mit 47,79 s auf Rang vier über 400 Meter gelangte. Zudem gewann er in 3:13,43 min die Silbermedaille mit der kolumbianischen 4-mal-400-Meter-Staffel. 2021 gelangte er bei den U23-Südamerikameisterschaften in Guayaquil mit 10,49 s auf den vierten Platz im 100-Meter-Lauf und siegte in 39,90 s in der 4-mal-100-Meter-Staffel und sicherte sich in 3:21,28 min die Bronzemedaille in der 4-mal-400-Meter-Staffel hinter den Teams aus Brasilien und Ecuador. Im Dezember gewann er bei den erstmals ausgetragenen Panamerikanischen Juniorenspielen in Cali in 10,36 s die Silbermedaille über 100 Meter hinter dem Brasilianer Erik Cardoso und in der Mixed-Staffel über 4-mal 400 Meter sicherte er sich in 3:23,79 min die Silbermedaille hinter dem brasilianischen Team. Im Jahr darauf gelangte er bei den Juegos Bolivarianos in Valledupar mit der 4-mal-100-Meter-Staffel mit 40,19 s auf den vierten Platz. Im September klassierte er sich bei den U23-Südamerikameisterschaften in Cascavel mit 21,72 s auf dem achten Platz über 200 Meter und mit der 4-mal-100-Meter-Staffel gewann er in 39,59 s erneut die Goldmedaille. Zudem erreichte er in der Mixed-Staffel nicht das Ziel. Kurz darauf gewann er bei den Südamerikaspielen in Asunción in 3:09,40 min gemeinsam mit Nicolás Salinas, Kevin Mina und Raúl Mena die Bronzemedaille in der 4-mal-400-Meter-Staffel hinter den Teams aus Venezuela und Brasilien.
2023 belegte er mit der 4-mal-100-Meter-Staffel in 39,45 s den vierten Platz bei den Zentralamerika- und Karibikspielen in San Salvador und anschließend belegte er bei den Südamerikameisterschaften in São Paulo in 10,33 s den achten Platz über 100 Meter. Zudem kam er mit der Staffel nicht ins Ziel. Im Jahr darauf wurde er bei den World Athletics Relays in Nassau in 39,04 s Dritter im C-Lauf der zweiten Qualifikationsrunde der 4-mal-100-Meter-Staffel. Kurz darauf gewann er bei den Ibero-Amerikanischen Meisterschaften in Cuiabá in 10,26 s die Bronzemedaille über 100 Meter hinter dem Brasilianer Felipe Bardi und José González aus der Dominikanischen Republik und sicherte sich im Staffelbewerb in 39,23 s die Silbermedaille hinter Brasilien. 2025 siegte er in 6,60 s im 60-Meter-Lauf bei en Hallensüdamerikameisterschaften in Cochabamba. Ende April belegte er bei den Südamerikameisterschaften in Mar del Plata in 20,91 s den fünften Platz über 200 Meter und siegte mit der Staffel in 39,58 s.
2024 wurde Abello kolumbianischer Meister im 100- und 200-Meter-Lauf sowie 2023 in der 4-mal-400-Meter-Staffel.

## Persönliche Bestleistungen
- 100 Meter: 10,14 s (+0,5 m/s), 9. Juni 2024 in Cochabamba
  - 60 Meter (Halle): 6,56 s, 20. Februar 2025 in Cochabamba (kolumbianischer Rekord)
- 200 Meter: 20,61 s (+1,4 m/s), 15. März 2025 in Bogotá
- 400 Meter: 47,32 s, 10. April 2021 in Ibagué